# Piękna i Bestia

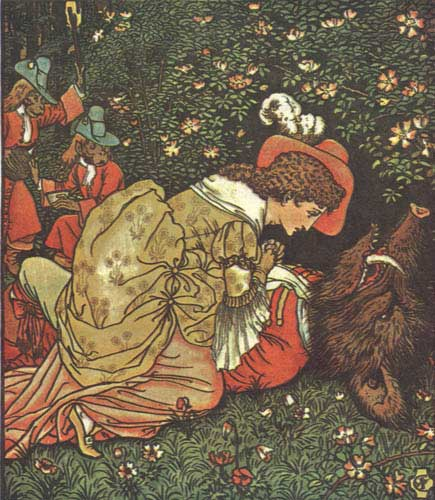
Ilustracja Waltera Crane’a do baśni Piękna i Bestia

Piękna i Bestia – baśń o dziewczynie, która z powodu obietnicy złożonej przez jej ojca musi zamieszkać z potworem. Jej miłość i zgoda na małżeństwo przywracają mu ludzką postać.
Najstarsza realizacja wątku "Pięknej i Bestii" to długa baśń literacka francuskiej pisarki Gabrielle-Suzanne Barbot de Villeneuve, opublikowana w 1740 roku w zbiorze La Jeune Américaine, ou les Contes marins. W 1756 roku ukazała się znacznie skrócona i uproszczona adaptacja baśni de Villeneuve, opracowana dla czytelnika dziecięcego przez Jeanne-Marie Leprince de Beaumont. Większość późniejszych adaptacji oparta była właśnie na tym późniejszym, krótszym tekście. Wersja ta zdobyła sobie wielką popularność i za jej pośrednictwem wątek "Pięknej i Bestii" przeszedł do ludowego obiegu ustnego.
W międzynarodowej klasyfikacji Aarnego-Thompsona-Uthera wątek ten oznaczony jest jako ATU 425C. Stanowi podtyp starszego i częściej spotykanego w bajkach ludowych typu ATU 425 "Poszukiwanie zaginionego męża", którego pierwszą znaną wersją jest opowieść o Amorze i Psyche w Metamorfozach Apulejusza.

## Treść baśni Leprince de Beaumont
Po utracie majątku kupiec przeprowadza się wraz z rodziną na wieś. Najmłodsza córka, ze względu na urodę nazywana Piękną (Belle), wykazuje się wytrwałością i pogodą ducha, w przeciwieństwie do starszych sióstr. Gdy pojawia się szansa na odzyskanie majątku i kupiec rusza w podróż, starsze córki żądają kosztownych prezentów, Piękna jednak prosi tylko o różę.
Nadzieje kupca okazują się płonne. W drodze powrotnej gubi drogę i trafia do bezludnego pałacu. Odjeżdżając, zrywa dla Pięknej różę w ogrodzie. Pojawia się straszliwy potwór, który grozi mu śmiercią, słysząc jednak, że kupiec ma córkę, żąda, by przywiózł ją do pałacu.
Piękna zgadza się poświęcić dla ojca, pewna, że czeka ją śmierć. Potwór jednak przyjmuje ją bardzo gościnnie i zapewnia wszelkiego rodzaju rozrywki. Co wieczór oświadcza się dziewczynie, która jednak zawsze odmawia. Po pewnym czasie pragnie odwiedzić dom. Bestia pozwala na to z żalem, prosi jednak Piękną o szybki powrót.
W domu siostry zatrzymują Piękną jak najdłużej, licząc na to, że po powrocie zostanie pożarta przez rozgniewanego potwora. Gdy dziewczyna wraca w końcu do pałacu, znajduje potwora w agonii. Wyznaje mu miłość i zgadza się go poślubić. Bestia przemienia się w pięknego królewicza,.

## Przekłady polskie baśni Leprince de Beaumont
- przekład Eustachego Dębickiego w Magazynie dziecinnym (1768), przedrukowany w zbiorze Polska książka do czytania (1785) Daniela Vogla, a także w Literaturze dla dzieci i młodzieży do roku 1864 Izabeli Kaniowskiej-Lewańskiej (wyd. 2 i 3, 1973 i 1983) oraz w Gabinecie wróżek. Antologii baśni francuskiej XVII–XVIII wieku pod redakcją Ryszarda Waksmunda (1998)
- przekład Karoliny Gościmskiej w Czarodziejskich baśniach dla młodego wieku (1879)
- przekład Barbary Grzegorzewskiej w "Literaturze na Świecie" (2000, nr 10-11)
- przekład Natalii Jaskuły (Piękna i Bestia, 2017)

## Adaptacje filmowe
- Piękna i Bestia – francuski film z 1946 roku
- Piękna i potwór (Panna a netvor) – czechosłowacki film z 1978 roku
- Piękna i Bestia – amerykański film fantasy z 1987 roku
- Piękna i Bestia – amerykański film animowany z 1991 roku
- Piękna i Bestia – brytyjski film animowany z 1992 roku
- Skarbczyk najpiękniejszych bajek (Piękna i Bestia – odcinek 3) – japoński serial animowany z 1995 roku
- Piękna i Bestia – australijski film animowany z 1996 roku
- Piękna i Bestia. Zaczarowane święta – amerykańsko-kanadyjski film animowany z 1997 roku
- Piękna i Bestia. Zaczarowany świat Belli – amerykański film animowany z 1998 roku
- Piękna i Bestia – amerykańsko-południowoafrykański film fantasy z 2005 roku
- Piękna i Bestia  – australijski film fantasy z 2009 roku
- Piękna i Bestia – niemiecko-austriacki  film fantasy z 2012 roku
- Piękna i Bestia – włosko-hiszpański miniserial z 2014 roku
- Piękna i Bestia – francuski film fantasy z 2014 roku
- Piękna i Bestia – amerykański film fantasy z 2017 roku